# Europäisches Migrationsnetzwerk
Das Europäische Migrationsnetzwerk (EMN) ist ein von der Europäischen Union (EU) finanziertes Netzwerk mit dem Ziel, Organe der EU, nationale Institutionen und Behörden sowie die allgemeine Öffentlichkeit mit aktuellen, verlässlichen und vergleichbaren Daten über Migration und Asyl zu versorgen, um die diesbezügliche Politikgestaltung in der Europäischen Union und den Mitgliedstaaten zu unterstützen. Diese Informationen werden auch der allgemeinen Öffentlichkeit über eine Website zur Verfügung gestellt.

## Entstehung
Die Notwendigkeit, dass die Mitgliedstaaten auf der europäischen Ebene Informationen über alle Aspekte der Migration austauschen und damit einen Beitrag zu einer gemeinsamen Asyl- und Einwanderungspolitik leisten, wurde vom Europäischen Rat im Jahr 2001 vorgeschlagen und von der Europäischen Kommission umgesetzt. In 2003 nahm das EMN als Pilotprojekt die Arbeit auf.
Mit der Ratsentscheidung 2008/381/EG vom 14. Mai 2008 wurde das EMN auf eine dauerhafte Grundlage gestellt. Die Generaldirektion für Migration und Inneres der Europäischen Kommission koordiniert das EMN.

## Struktur des Netzwerks und Organisation
Das EMN besteht aus nationalen Kontaktstellen in den EMN-Mitgliedstaaten (alle EU-Mitgliedstaaten außer Dänemark) und Beobachterländern (Armenien, Georgien, Moldau, Montenegro, Norwegen, Serbien, Ukraine) und der Europäischen Kommission. 
Ein Lenkungsausschuss trifft strategische Entscheidungen, legt Prioritäten fest und genehmigt das Jahresarbeitsprogramm. Er wird von der Europäischen Kommission geleitet und setzt sich aus je einer Vertreterin oder einem Vertreter der EU-Länder und den Beobachterländern Norwegen, Georgien, der Republik Moldau, Armenien, Montenegro, Serbien und Ukraine sowie dem Europäischen Parlament zusammen. Die Beobachterländer besitzen allerdings kein Stimmrecht im Lenkungsausschuss. Die Europäische Kommission wird bei der Organisation der Arbeit von einem externen Dienstleistungsunternehmen unterstützt.
Die nationalen Kontaktstellen werden von den jeweiligen Regierungen der Mitgliedsstaaten ernannt. Diese sind hauptsächlich Innen- und Justizministerien, spezialisierte Regierungsbehörden mit Bezug zu Migration und internationalem Schutz sowie Forschungsinstitute, und Landesbüros der Internationalen Organisation für Migration.
Die nationalen Kontaktstellen des EMN treffen sich regelmäßig, um sich über die laufende Arbeiten auszutauschen und sich mit anderen Agenturen und Institutionen auf EU-Ebene abzustimmen, wie zum Beispiel dem Statistischen Amt der Europäischen Union (Eurostat), der Asylagentur der Europäischen Union (EUAA), der Europäischen Agentur für die Grenz- und Küstenwache (Frontex) und der Agentur der Europäischen Union für Grundrechte (FRA). Das EMN arbeitet außerdem mit der Organisation für wirtschaftliche Zusammenarbeit und Entwicklung (OECD), der Internationalen Organisation für Migration (IOM) sowie mit mehreren NGOs zusammen, wie etwa dem Internationalen Komitee vom Roten Kreuz (IKRK), Save the Children und Missing Children Europe.
Das EMN organisiert regelmäßig Konferenzen, Webinare und Workshops auf EU- und nationaler Ebene, um seine Arbeitsergebnisse zu präsentieren und zur Diskussion zu stellen. Die einzelnen Kontaktstellen haben mit unterschiedlichem Organisationsgrad ein nationales Netzwerk aus relevanten Akteurinnen und Akteuren im Bereich Asyl und Migration eingerichtet, um die Arbeit des EMN zu unterstützen.

## Aufgaben und Publikationen
Das EMN erstellt pro Jahr mehrere Publikationen, die auf Beiträgen der nationalen Kontaktstellen basieren und der breiten Öffentlichkeit zugänglich sind. Die Themen dieser Publikationen werden zwischen den nationalen Kontaktstellen und der Europäischen Kommission im Rahmen eines jährlichen Arbeitsprogramms auf Grundlage der Prioritäten der EU und der Mitgliedstaaten festgelegt.  
Zu den Hauptaufgaben der nationalen Kontaktstellen zählen die Erstellung des Jahresberichts zu Migration und Asyl, themenspezifischer Studien, Informs und Country Factsheets sowie die Beantwortung von Ad-hoc-Anfragen.
EMN-Studien werden nach einheitlichen Spezifikationen erstellt, um EU-weit vergleichbare Ergebnisse zu erzielen. Nach der Fertigstellung der nationalen Berichte wird ein Synthesebericht erstellt, welcher die wichtigsten Ergebnisse der einzelnen nationalen Berichte zusammenfasst. Ein Glossar für asyl- und migrationsbezogene Begriffe verbessert die Vergleichbarkeit innerhalb der Europäischen Union durch die Verwendung und das gemeinsame Verständnis der darin enthaltenen Begriffe und Definitionen. 